# Cicindela puritana
Cicindela puritana је инсект из реда тврдокрилаца (Coleoptera), породице трчуљака (Carabidae) и потпородице буба пешчарки (Cicindelinae).

## Распрострањење
Ареал врсте је ограничен на једну државу. Сједињене Америчке Државе су једино познато природно станиште врсте.

## Угроженост
Ова врста се сматра угроженом.